# UC-71号潜艇
陛下之UC-71号艇是德意志帝国海军于第一次世界大战期间建造的其中一艘UC-II型近岸布雷潜艇或称U艇。它由汉堡的布洛姆与福斯船厂承建，于1916年8月12日新船下水，至同年11月28日交付使用。其全长50.35米，水面及水下排水量分别为427吨和508吨，艇载武器则包括三具鱼雷发射管、六具水雷滑射槽以及一门88毫米口径甲板炮。UC-71号入役后曾先后被部署至驻比利时的佛兰德区舰队和驻北海的第一区舰队，并参与了大西洋潜艇战。通过其十九次巡逻，共直接或间接击沉63艘协约国或中立国商船，容积总吨累计为110,750吨。战后，根据对德停战协定的要求，该艇应被引渡至英国哈维奇正式投降。然而在移交途中，UC-71号于1919年2月20日在黑尔戈兰岛以南海面沉没，并未造成人员伤亡。

## 设计
1915年秋天，由于中立国美国的干预，U艇战几乎陷入停顿，导致德国广泛开展《国际法》所允许的水雷战，从而使布雷潜艇的需求量相应增加。德意志帝国海军潜艇监察局（Inspektion des U-Bootwesens）的开发部门留意到了这一点，遂以UB-II型为基础，按照兼顾布雷效率和生产速度的要求，以41号工程的名义设计了UC-II型潜艇。为了弥补前型UC-I型的缺陷，UC-II型艇不仅更大，而且采用双轴推进系统。然而，与前型最主要的区别在于，UC-II型艇重新运用了双壳体结构。但它并非纯粹的双体潜艇，而是一种中间过渡型；因为外层没有封闭耐压壳体，而是作为鞍形水柜附在上方。
UC-71号是64艘UC-II型方案的其中一艘。这个亚型的艇体结构与UB-II型类似，但体积更大，全长为50.35米，并有3.64米的吃水深度；由于不再考虑铁路运输的装载限界，舷宽也得以增至5.22米。其水上和水下排水量分别为427吨和508吨。艇只采用两台猛狮六缸四冲程600匹公制馬力（440千瓦特）柴油机用于水面运行，以及两台620匹公制馬力（460千瓦特）的西门子-舒克特电动发电机用于水下航行；水面最高航速12節（22每小時），水下7.4節（13.7每小時）；能够在水面以7節（13每小時）航速续航10,420海里（19,300），或以4節（7.4每小時）连续在水下航行52海里（96）而无需充电。其潜没需时约为30秒，能够在50米的深度下运作。
作为布雷潜艇，UC-71号改将六具布雷滑射槽安装在艇体前部，每具储存井内的水雷数量增至3枚，即合共18枚UC200型水雷。布雷时只需将存储井底部的盖板打开，水雷便可凭借自身重量滑入水中。随着滑射槽长度增加，艇体艏楼的上层建筑被抬高，上层建筑与司令塔之间的凹陷处布置了一门88毫米30倍径速射炮作为甲板炮。但由于位置相对较低，火炮甲板在恶劣海况下很容易被涌浪淹没。此外，UC-71号还装备有三具500毫米鱼雷发射管，这极大提升了潜艇的攻击能力。其中艇艏两具外置在两侧、艇艉一具则为内置式，并可搭载合共7枚G6型鱼雷。其标准船员编制为3名军官及23名水兵。

## 历史
1916年1月12日，在海军元帅阿尔弗雷德·冯·提尔皮茨的倡议下，国家海军办公室分别向五家德国造船厂发包第三批次的UC-II型潜艇。UC-71号因此成为汉堡布洛姆与福斯船厂承建的该批次七号艇，建造编号为287。它于1916年8月12日新船下水，至同年11月28日在曾先后担任UB-16和UB-37号艇长、经验丰富的海军中尉汉斯·瓦伦丁纳的指挥下正式入役，随即展开海试。继瓦伦丁纳之后，还有五位军官也曾担任UC-71号的指挥官，其中包括1917年6月10日－9月13日驻艇的王牌艇长、海军中尉赖因霍尔德·扎尔茨韦德尔。完成海试后，该艇于1917年3月3日被编入驻泽布吕赫的佛兰德区舰队，成为海军佛兰德集团军的一份子。
在逾一年半的佛兰德役期中，UC-71号参与了大西洋潜艇战，足迹遍及北海的英格兰东岸、英吉利海峡、爱尔兰海和比斯开湾等多处水域。通过十九次布雷及破交战巡逻，该艇合共击沉协约国或中立国的53艘商船和10艘辅助军舰，容积总吨累计为110,750吨。其中，体积最大的受害者是注册吨位为7,017吨的比利时客轮伊利萨白维尔号，它于1917年9月6日从马塔迪前往法尔茅斯的途中，在贝勒岛对开海面遭扎尔茨韦德尔发射鱼雷击沉，导致14人罹难。而容积总吨达10,040吨的英国货轮拉朗加号（Raranga）尽管显著更大，但它于1918年6月26日在塞尔西角对开海面遇袭时仅仅受损，并未沉没，成为一战期间遭U艇袭击的最大型舰船之一。此外，隶属英国皇家海军、排水量为1,250吨的单桅战船勿忘草号也曾于1917年9月9日在怀特岛与波特兰岛之间的水域遭到UC-71号发射的鱼雷命中而受损。
1918年底，随着德军从西线撤退，相关人员转移回德国，佛兰德基地遭废弃。UC-71号作为适航潜艇奉命于10月1日离开泽布吕赫，至当月13日被编入驻布伦斯比特尔科格的第一潜艇区舰队服役，但未再执行任何任务。战后，根据对德停战协定的要求，UC-71号于1919年2月20日被引渡至英国哈维奇正式向协约国投降。然而在移交途中，该艇在黑尔戈兰岛以南海面沉没，大致位于54°10′N 7°54′E / 54.167°N 7.900°E的水深20米处，无人在事件中伤亡。根据2001年和2014年对沉船的调查表明，UC-71号是被其船员自行凿沉。2016年7月，潜艇的网锯被打捞上岸，连同重见天日的还有水兵格奥尔格·特林克斯（Georg Trinks）的个人日记，他曾在UC-71号担任为期18个月的机械工。其内容被转载于2019年2月19日出版的《“不让英国人登艇！” UC-71号的最后航行》一书内，当中记录了过去只是怀疑的自沉说法。4米长的网锯和日记随后在黑尔戈兰博物馆展出。

## 袭击历史摘要
| 日期           | 船名                  | 船籍         | 吨位   | 结局 |
| -------------- | --------------------- | ------------ | ------ | ---- |
| 1917年3月30日  | 埃德尼安号            | 英国         | 3,588  | 击伤 |
| 1917年3月30日  | 圣路易三号            | 法国海军     | 97     | 击沉 |
| 1917年3月30日  | 白眉鸭号              | 法國         | 49     | 击沉 |
| 1917年3月31日  | 报春花号              | 英国         | 113    | 击沉 |
| 1917年4月3日   | 埃伦·詹姆斯号         | 英国         | 165    | 击沉 |
| 1917年4月4日   | 思想号                | 義大利王國   | 2,632  | 击沉 |
| 1917年4月5日   | 高尔半岛号            | 英国         | 804    | 击沉 |
| 1917年4月5日   | 圣富尔亨西奥号        | 西班牙       | 1,558  | 击沉 |
| 1917年4月7日   | 卡米尼亚号            | 葡萄牙       | 2,763  | 击沉 |
| 1917年4月9日   | 地米斯托克利号        | 希腊         | 1,895  | 击沉 |
| 1917年4月9日   | 瓦尔哈拉号            | 挪威         | 750    | 击沉 |
| 1917年4月10日  | 兰维克号              | 挪威         | 5,848  | 击沉 |
| 1917年4月10日  | 雪绒花号              | 法國         | 192    | 击沉 |
| 1917年4月18日  | 海姆号                | 挪威         | 1,669  | 击沉 |
| 1917年4月23日  | 塞诺比克号            | 比利时       | 16     | 击沉 |
| 1917年5月2日   | 韦斯特兰号            | 荷蘭         | 108    | 击沉 |
| 1917年5月5日   | 西蒙号                | 荷蘭         | 150    | 击沉 |
| 1917年5月15日  | 玻瑞阿斯号            | 荷蘭         | 192    | 击沉 |
| 1917年5月16日  | 亨德里卡·约翰娜号     | 荷蘭         | 134    | 击沉 |
| 1917年5月17日  | 雅各巴号              | 荷蘭         | 107    | 击沉 |
| 1917年5月17日  | 墨丘利号              | 荷蘭         | 80     | 击沉 |
| 1917年5月18日  | 安妮塔号              | 荷蘭         | 177    | 击沉 |
| 1917年6月14日  | 韦加号                | 英国         | 839    | 击沉 |
| 1917年6月15日  | 瓦佩洛号              | 英国         | 5,576  | 击沉 |
| 1917年6月26日  | 诺曼底号              | 法国海军     | 543    | 击伤 |
| 1917年6月28日  | 马恩河号              | 法國         | 4,019  | 击沉 |
| 1917年6月29日  | 德里斯科斯号          | 希腊         | 2,833  | 击沉 |
| 1917年7月3日   | 奥尔良号              | 美国         | 2,853  | 击沉 |
| 1917年7月4日   | 斯内托彭号            | 挪威         | 2,349  | 击沉 |
| 1917年7月6日   | 洛夫斯塔肯号          | 挪威         | 3,105  | 击沉 |
| 1917年7月6日   | 维多利亚2号           | 挪威         | 2,798  | 击沉 |
| 1917年7月8日   | 旺代号                | 英国         | 1,295  | 击沉 |
| 1917年8月3日   | 奥布号                | 英国         | 1,837  | 击沉 |
| 1917年8月4日   | 非洲号                | 法國         | 2,457  | 击伤 |
| 1917年8月4日   | 凯恩河谷号            | 英国         | 2,128  | 击沉 |
| 1917年8月7日   | 库提港号              | 英国         | 4,710  | 击沉 |
| 1917年8月8日   | 邓雷文号              | 英國皇家海軍 | 3,117  | 击沉 |
| 1917年9月6日   | 伊利萨白维尔号        | 比利时       | 7,017  | 击沉 |
| 1917年9月7日   | 公典号                | 法國         | 38     | 击沉 |
| 1917年9月7日   | 克莱贝尔号            | 法國         | 277    | 击伤 |
| 1917年9月8日   | 塞图巴尔号            | 挪威         | 1,201  | 击沉 |
| 1917年9月9日   | 勿忘草号              | 英國皇家海軍 | 1,250  | 击伤 |
| 1917年9月10日  | 维克霍尔门号          | 挪威         | 494    | 击沉 |
| 1917年9月22日  | 马蒂号                | 挪威         | 2,139  | 击伤 |
| 1917年9月22日  | 特隆盖特号            | 英国         | 2,553  | 击沉 |
| 1917年9月23日  | 红孙岛号              | 英国         | 3,646  | 击沉 |
| 1917年9月24日  | 莱卡号                | 挪威         | 1,845  | 击沉 |
| 1917年10月31日 | 埃斯特雷拉诺号        | 英国         | 1,161  | 击沉 |
| 1917年11月5日  | 翠鸟号                | 美国海军     | 983    | 击沉 |
| 1917年11月16日 | 纳尔索号              | 法国海军     | 135    | 击沉 |
| 1917年12月6日  | 阿普利号              | 英國皇家海軍 | 222    | 击沉 |
| 1917年12月6日  | 温德赫斯特号          | 英国         | 570    | 击沉 |
| 1917年12月6日  | 布雷赛德号            | 英国         | 569    | 击沉 |
| 1917年12月24日 | 卢西斯顿号            | 英国         | 2,877  | 击沉 |
| 1917年12月25日 | 西班牙号              | 比利时       | 1,463  | 击沉 |
| 1917年12月25日 | 风信子号              | 英国         | 5,756  | 击伤 |
| 1917年12月27日 | PLM4号                | 法國         | 2,640  | 击沉 |
| 1917年12月28日 | 法洛顿号              | 英国         | 3,012  | 击沉 |
| 1917年12月28日 | 渔业二号              | 英國皇家海軍 | 93     | 击沉 |
| 1917年12月29日 | 工兵号                | 英國皇家海軍 | 276    | 击沉 |
| 1918年1月18日  | 甘布里号              | 英國皇家海軍 | 274    | 击沉 |
| 1918年1月20日  | 哈莫尼德斯号          | 英国         | 3,521  | 击伤 |
| 1918年1月23日  | 奥勒松号              | 挪威         | 414    | 击沉 |
| 1918年2月14日  | 阿特拉斯号            | 英国         | 3,090  | 击沉 |
| 1918年2月19日  | 雅典尼克号            | 英国         | 4,078  | 击伤 |
| 1918年2月19日  | 自治政体号            | 英国         | 3,353  | 击沉 |
| 1918年3月8日   | 萨巴号                | 英国         | 4,257  | 击伤 |
| 1918年3月12日  | 克拉丽莎·拉德克利夫号 | 英国         | 5,754  | 击伤 |
| 1918年3月12日  | 萨万号                | 英国         | 4,264  | 击伤 |
| 1918年3月13日  | 伦敦人号              | 比利时       | 1,870  | 击沉 |
| 1918年3月14日  | 玛瑙号                | 英國皇家海軍 | 248    | 击沉 |
| 1918年3月14日  | 科姆里城堡号          | 英国         | 5,173  | 击伤 |
| 1918年4月7日   | 高地旅号              | 英国         | 5,669  | 击沉 |
| 1918年4月12日  | 路易斯号              | 英国         | 4,284  | 击沉 |
| 1918年5月10日  | 安普尔加思号          | 英国         | 3,707  | 击沉 |
| 1918年5月15日  | 潘尼沃斯号            | 英国         | 5,388  | 击伤 |
| 1918年5月20日  | 曼彻斯特进口者号      | 英国         | 4,028  | 击伤 |
| 1918年6月26日  | 拉兰加号              | 英国         | 10,040 | 击伤 |
| 1918年7月31日  | 利物浦城号            | 英國皇家海軍 | 88     | 击沉 |
| 1918年8月4日   | 怀帕拉号              | 英国         | 6,994  | 击伤 |
| 1918年8月5日   | 波勒斯察尔号          | 英国         | 5,832  | 击伤 |

## 脚注
1. 1 2 3  Helgason, Guðmundur. . German and Austrian U-boats of World War I - Kaiserliche Marine - Uboat.net.   [2009-02-23].
2. ↑  Tarrant，第173頁.
3. 1 2 3  Gröner 1991，第31-32頁.
4. 1 2  Helgason, Guðmundur. . German and Austrian U-boats of World War I - Kaiserliche Marine - Uboat.net.   [2015-03-04].
5. ↑  Helgason, Guðmundur. . German and Austrian U-boats of World War I - Kaiserliche Marine - Uboat.net.   [2015-03-04].
6. ↑  Helgason, Guðmundur. . German and Austrian U-boats of World War I - Kaiserliche Marine - Uboat.net.   [2015-03-04].
7. ↑  Helgason, Guðmundur. . German and Austrian U-boats of World War I - Kaiserliche Marine - Uboat.net.   [2015-03-04].
8. ↑  Helgason, Guðmundur. . German and Austrian U-boats of World War I - Kaiserliche Marine - Uboat.net.   [2015-03-04].
9. ↑  Helgason, Guðmundur. . German and Austrian U-boats of World War I - Kaiserliche Marine - Uboat.net.   [2015-03-04].
10. ↑  陈进，第48頁.
11. ↑  . Navypedia.   [2022-09-16]. （原始内容存档于2023-01-20）.
12. ↑  陈进，第46頁.
13. ↑  Herzog，第139頁.
14. 1 2  Helgason, Guðmundur. . German and Austrian U-boats of World War I - Kaiserliche Marine - Uboat.net.   [2014-12-10].
15. ↑  Helgason, Guðmundur. . German and Austrian U-boats of World War I - Kaiserliche Marine - Uboat.net.   [2023-02-08].
16. ↑  Helgason, Guðmundur. . German and Austrian U-boats of World War I - Kaiserliche Marine - Uboat.net.   [2023-02-06].
17. ↑  Helgason, Guðmundur. . German and Austrian U-boats of World War I - Kaiserliche Marine - Uboat.net.   [2009-04-14].
18. ↑  Helgason, Guðmundur. . German and Austrian U-boats of World War I - Kaiserliche Marine - Uboat.net.   [2023-02-06].
19. ↑  Michelsen，第48頁.
20. ↑  陈进，第165頁.
21. ↑  . Spiegel Online. 2015-05-06  [2023-02-09]. （原始内容存档于2023-02-09）.
22. ↑  . Dr. Florian Huber.   [2023-02-09]. （原始内容存档于2023-02-09）.
23. ↑  Huber，第250頁.
24. ↑  Kristiane Backheuer. . Kieler Nachrichten. 2019-05-19  [2023-02-09]. （原始内容存档于2023-02-09）.